# Bagh-e Narandschestan

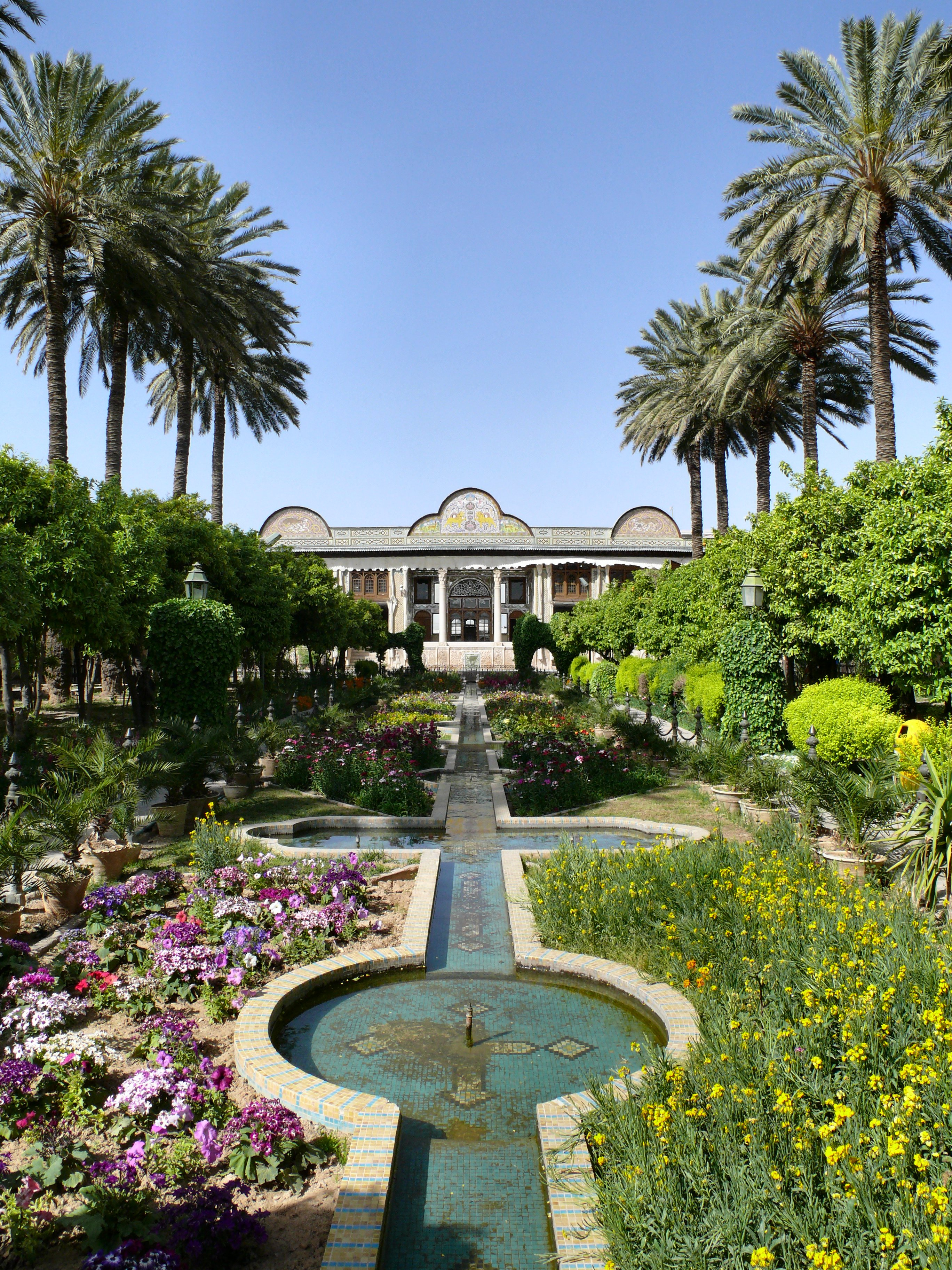
Bagh-e Narandschestan

Der Bagh-e Narandschestan (persisch باغ نارنجستان قوام Bagh-e Narandschestan-e Ghavam, DMG bāġ-e nāranǧestān-e qavām) ist die kleinste Gartenanlage in Schiras. Wie der persische Name verrät, handelt es sich um einen Orangengarten. Im Garten befindet sich der Narandschestan-e Ghavam-Pavillon.
Die Geschichte des Orangengartens geht auf die Regierungszeit des Kadscharenkönigs Naser ad-Din Schah zurück. Der Bau wurde im Jahr 1878 auf Befehl von Ali Mohammad Khan-e Ghavam und seinem Sohn, Mohammad Reza Khan Ghavam, begonnen und 1888 vollendet.
Im Jahr 1965 wurde die Anlage der Pahlavi Universität verliehen. Das im Garten befindliche Bauwerk beherbergte bis 1979 das Asiatische Institut, das unter der Leitung von Arthur Upham Pope stand. Nach der Islamischen Revolution wurde es in ein Museum umgewandelt.